# Ovidiopol
Ovidiopol (ukrajinsky Овідіополь, rusky Овидиополь – Ovidiopol) je sídlo městského typu v Oděské oblasti na Ukrajině. K roku 2004 měl bezmála dvanáct tisíc obyvatel.

## Poloha
Ovidiopol leží na východním břehu dněsterského limanu ve vzdálenosti zhruba dvaatřiceti kilometrů západně od Oděsy.

## Dějiny
Ovidiopol byl založen koncem 18. století na obranu ústí Dněstru do Černého moře proti Turkům. Základním kámen byl položen 15. června 1793. Pojmenování města určila dekretem carevna Kateřina II. Je pojmenováno k poctě Publia Ovidia Nasa, starořímského básníka, který byl v této oblasti ve vyhnanství.
V roce 1970 získal Ovidiopol status sídla městského typu.